# Brasão de armas do Camboja
O brasão real de armas do Reino do Camboja é o símbolo da monarquia cambojana. Têm existido, de alguma forma estreita, um retratamento desde o estabelecimento do Reino do Camboja, independente em 1953. É o símbolo que está patente no Estandarte Real do monarca reinante do Camboja, Norodom Sihamoni (ascendeu em 2004).

## Descrição
Retratado no brasão de armas são dois míticos animais que são um gajasimha à esquerda, um leão com um elefante, um singha, e um leão, à direita. Apoiados pelos animais, estão guarda-sóis. Uma coroa real com um raio de luz está no seu topo. Abaixo da coroa estão duas bandejas pedestaladas uma em cima das outras com uma espada sagrada e um Khmer, versão do símbolo para Aum, sentado em cima. Na parte inferior do brasão de armas está a inscrição, em língua Khmer: preah'jao (real ou auspiciosa régua) krung (área, ou neste caso, reino) Camboja (Camboja), assim, em português, o Rei do Reino do Camboja.

## História
As armas não foram usadas com a queda da monarquia constitucional durante a República Khmer (1970-1975) e manteve-se, disfarçado, durante o Camboja Democrático (isto é, dos Khmers Vermelhos entre: 1975-1979), e durante a República Popular do Camboja (1979-1989), bem como durante o Estado do Camboja (1989-1993). Eles já foram ressuscitados para uso oficial com a restauração da monarquia sob Norodom Sihanouk no Camboja, em 1993.

1935-1970
1970-1975
1975-1979
1979-1989
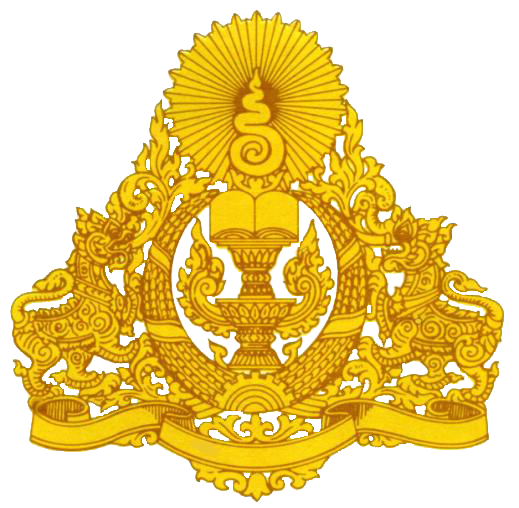
Brasão de armas do Governo de Coligação do Kampuchea Democrática
1989-1991
1991-1993